# Das Mädchen mit den Schwefelhölzern (Lachenmann)
Das Mädchen mit den Schwefelhölzern ist eine „Musik mit Bildern“ (teilweise vergleichbar einer Oper) in zwei Teilen von Helmut Lachenmann mit einem eigenen Text nach dem Märchen Das kleine Mädchen mit den Schwefelhölzern von Hans Christian Andersen und Texten von Leonardo da Vinci, Gudrun Ensslin, Ernst Toller und Friedrich Nietzsche. Sie wurde am 26. Januar 1997 in der Hamburgischen Staatsoper uraufgeführt.

## Handlung
Das Werk besitzt ebenso wenig eine traditionelle dramatische Handlung mit Dialogen und erkennbaren Rollen wie ein auskomponiertes Libretto. Der Musik liegt allerdings die linear erzählte Geschichte des Märchens zugrunde. Sie ist in 24 Szenen unterteilt. Sofern nicht anders angegeben, basieren die folgenden Erläuterungen zur Musik auf Helmut Lachenmanns Beitrag Eine musikalische Handlung, aus dem auch die Zitate stammen.

### Erster Teil: „Auf der Straße“
Nr. 1. Choralvorspiel: „Oh du fröhliche“
Märchen: Es ist ein fürchterlich kalter verschneiter Silvesterabend.
Musik: „Kalte“, klirrende, geräuschhafte Klänge dominieren.
Nr. 2. Überleitung: „In dieser Kälte“
Märchen: Ein kleines armes Mädchen geht barfuß auf der Straße.
Musik: Das Mädchen zittert und friert fürchterlich. Seine Versuche, sich zu wärmen, werden nicht nur von den beiden Darstellerinnen, sondern auch vom Orchester und den Vokalisten dargestellt. Nur die Erinnerung an die Mutter erwärmt es für einen Moment.
Nr. 3. „Frier-Arie“, 1. Teil
Nr. 4. Trio und Reprise: „Frier-Arie“, 2. Teil
Nr. 5. Scherzo, 1. Teil: „Königin der Nacht“
Musik: Als die Kälte wieder zurückkehrt, nimmt das Mädchen allen Mut zusammen: „pedalisierte Intervall-Klänge, utopische Hall-Räume“.
Nr. 6a. Scherzo, 2. Teil: „Schnalz-Arie“
Musik: Mit einem im Siciliano-Rhythmus geschnalzten Weihnachtslied versucht das Mädchen, die Kälte zu verdrängen.
Nr. 6b. „Stille Nacht“
Nr. 6c. „Schnalz-Arie“, Schluss
Nr. 7. „Zwei Wagen“
Märchen: Das Mädchen trägt die Pantoffeln ihrer Mutter, verliert sie aber, als sie zwischen den Wagen über die Straße eilt. Ein Junge stiehlt den einen Pantoffel, der andere geht verloren.
Nr. 8. „Die Jagd“
Musik: Das Mädchen verfolgt den Jungen eine Weile. „Neoexpressionistische[] Tonmalerei“ mit brutalen „orchestralen Klang-Entladungen“, in denen die innere Lage des Mädchens nach außen gekehrt wird.
Nr. 9. „Schneeflocken“
Märchen: Mit verfrorenen Füßen versucht das Mädchen, Streichhölzer zu verkaufen, findet jedoch keine Kunden. Schneeflocken fallen auf sein blondes Haar.
Musik: „verstreute Dreiklangsequenzen“.
Nr. 10. „Aus allen Fenstern“
Märchen: Aus den Straßenfenstern scheint Licht, und es riecht nach Gänsebraten.
Musik: Eine Collage aus Verkehrslärm, Weihnachtsliedern sowie Musik- und Sprachfragmenten aus dem Radio. Aus dem Zusammenhang gerissen erklingen u. a. Bruchstücke aus dem Schlusstanz von Igor Strawinskys Sacre du printemps, Ludwig van Beethovens Coriolan-Ouvertüre, dem Schluss aus Arnold Schönbergs Orchestervariationen, dem Anfang aus Pierre Boulez’ Pli selon pli, der a-moll-Schlussakkord aus Gustav Mahlers sechster Sinfonie und der im dreifachen Forte gespielte Sechsklang aus Alban Bergs Wozzeck. Zwischendurch ruft das Mädchen erstmals: „Ich“.

### Zweiter Teil: „An der Hauswand“
Nr. 11. Hauswand 1: „In einem Winkel“
Märchen: Das Mädchen kauert sich frierend zwischen zwei Häusern hin, da es sich nicht zurück nach Hause traut.
Musik: Schrille Klänge verweisen auf die Kälte und die Todesangst des Mädchens.
Nr. 12. Ritsch 1: „Ofen“
Märchen: Um sich wenigstens etwas zu wärmen, zündet es eines der Streichhölzer an. Es kommt ihr vor wie ein Ofenfeuer.
Musik: Das erste „Ritsch“ wird äußerst vorsichtig von den Geigen „collegno saltando“ gespielt. Aus der darauffolgenden Stille löst sich der „angewärmte“ Klang des am Rand geriebenen japanischen Tempelgongs. Der Ofen emittiert „Konsonanzen“ in einem auskomponierten Crescendo des Orchesters.
Nr. 13. Hauswand 2
Märchen: Bevor das Mädchen sich auch die Füße wärmen kann, erlischt das Streichholz wieder.
Musik: Styropor-Rauschen symbolisiert die Kälte der Wand. Es gibt jedoch noch Widerstand.
Nr. 14. Ritsch 2 – „gedeckter Tisch“ – Hauswand 3
Märchen: Beim Schein des zweiten Streichholzes kann das Mädchen durch die Hausmauer sehen und erblickt einen reich gedeckten Tisch mit einer Gans, die auf einmal zum Leben erwacht und auf das Mädchen zuläuft. Das Streichholz erlischt.
Musik: Dieses Bild ist nicht komponiert.
Nr. 15a. „Litanei“
Brief von Gudrun Ensslin: Klage über das „Verrecken“ der Opfer des Systems: Kriminelle, Wahnsinnige, Selbstmörder.
Musik: „Tonlose[s] Fortissimo“ mit geflüstertem Text.
Nr. 15b. „Schreibt auf unsere Haut“ („Cadenza parlando“)
Musik: Tomtoms und Pauken. Die Paukenstimme nimmt an einer Stelle den Wortrhythmus des Leonardo-Texts (Nr. 18) vorweg.
Nr. 16a. Ritsch 3
Märchen: Als das Mädchen das nächste Streichholz anzündet, glaubt es, unter einem prächtigen Weihnachtsbaum mit unzähligen Lichtern zu sitzen. Beim Verlöschen des Holzes steigen diese Lichter auf und sind nun als die Sterne des Himmels zu erkennen.
Nr. 16b. Kaufladen
Musik: Der Pracht im Laden entspricht die „ornamentalste Klangsituation im ganzen Werk“. Hier funkeln Klavier, Vibraphon, Celesta und Harfe wie ein „subversive[r] Kommentar“ zur Kapitalismuskritik Gudrun Ensslins. Die beiden Soprane haben große Intervallsprünge. Die Stimmführung erinnert ihrer „expressiv-belcantistischen Manier“ an die von Lachenmanns Lehrer Luigi Nono.
Nr. 16c. Überleitung: „Die Weihnachtslichter stiegen höher“
Nr. 17. Abendsegen: „Wenn ein Stern fällt…“
Märchen: Einer der Sterne fällt mit einem Feuerstreifen herab. Das Mädchen erinnert sich an eine Aussage ihrer Großmutter: Dies bedeute, dass eine Seele zu Gott aufsteige.
Musik: Das im vorangegangenen Bild begonnene Duett der beiden Soprane setzt sich fort.
Nr. 18. „… zwei Gefühle …“, Musik mit Leonardo
Leonardo da Vinci: Umgeben von Naturgewalten, heftiger als das stürmische Meer „zwischen Scylla und Charybdis“ oder die Vulkanausbrüche des Stromboli oder Ätna, sucht ein Wanderer nach Erkenntnis. Vor einem Höhleneingang verspürt er sowohl Furcht vor der Dunkelheit als auch Verlangen nach Wissen über den Inhalt der Höhle.
Musik: Diese Nummer liegt in zwei unterschiedlichen Fassungen vor. In der Werkfassung der Uraufführung ist hier Lachenmanns Komposition „… Zwei Gefühle …“ integriert, bei dem dieses von einem Sprecher und einer Sprecherin rezitierte Intermezzo mit einem „wie Lavamasse brodelnden und zuckenden“ Orchesterklang unterlegt ist. Für die spätere „Tokyo-Fassung“ schuf Lachenmann eine gekürzte und klanglich ausgedünnte Neuvertonung, die von einem einzelnen Sprecher über fünf Klang-Fermaten vorgetragen wird (siehe Werkgeschichte).
Nr. 19. Hauswand 4: „Zähltakte“
Musik: Nach dem Ende des „auskadenzierenden tonlosen Streicher-Rauschens“ wartet das Orchester undirigiert, während sich allmählich „individuelle Signalsplitter […] zu lockeren Strukturen versammeln“.
Nr. 20a. Ritsch 4
Märchen: Beim nächsten Streichholz sieht das Mädchen seine Großmutter in leuchtendem Glanz.
Musik: Das lauteste „Ritsch“, ein „Riss“ über die Klaviersaiten und von den Streichern mit Plektren hinter dem Steg gespielten Pizzicato-Arpeggien.
Nr. 20b. Großmutter
Musik: Ein „hämmernde[r] Holzstab“ setzt die Erscheinung in Gang. Eine „quasi pedalisierte Unisono-Linie“ des Orchesters stellt die Schönheit und Größe der Großmutter dar.
Nr. 21. „Nimm mich mit“
Märchen: Das Mädchen bittet die Großmutter, es mitzunehmen, bevor sie wie der Ofen, der Braten oder der Weihnachtsbaum wieder verschwindet. Um sie nicht zu verlieren, zündet es schnell die restlichen Hölzer an.
Musik: „‚Ritsch‘-Festival mit Trompetensignalen“ und fünf geriebenen Tamtams.
Nr. 22. Himmelfahrt: „In Glanz und Freude“
Märchen: Beim hellen Schein der Streichhölzer nimmt die Großmutter das Mädchen in die Arme und fliegt mit ihm gemeinsam in die Höhe.
Musik: „Hohe[s] Streicherflirren“ kennzeichnet die vibrierende Luft. Im Gegenzug „rast“ das Orchester „in Zweiklängen vorbei in die Tiefe“. Ab hier löst sich der Orchesterklang auf.
Nr. 23. Shô: „Sie waren bei Gott“
Märchen: Im Himmel verspürt das Mädchen nichts mehr von Kälte, Hunger oder Furcht.
Musik: Der „silbern-entrückte“ Klang der japanischen Mundorgel Shō wirkt als „im glücklich-befreiten Sinne ‚trostloses‘ Medium des Transzendenten“.
Nr. 24. Epilog: „Aber in der kalten Morgenstunde“
Märchen: Am nächsten Morgen sitzt das Mädchen erfroren, aber lächelnd, im Winkel. Neben ihr liegen die abgebrannten Streichhölzer. Die Umstehenden fragen sich, was sie wohl vor ihrem Tod Schönes gesehen hat.
Musik: Die Morgenstimmung wird mit „Geistermelodien der Klaviere“, gehauchten Trompetenklängen und weiträumigen Bogenstangen-Wischbewegungen der Streicher abgebildet. Die Musik löst sich beinahe in Stille auf.

## Gestaltung

### Text
Mit den beiden Einschüben betonte Lachenmann einige „sperrigere Aspekte“ des Märchens: Der eine betrifft die Gewalt in ihren unterschiedlichen Formen: „Naturgewalt in Form von grausamer Kälte, gesellschaftliche Gewalt in Form von bürgerlich-unschuldiger Gleichgültigkeit gegenüber Hilflosigkeit und Elend“, aber auch die aus der Not geborene Entscheidung des Mädchens, die Streichhölzer für sich selbst zu nutzen. Gudrun Ensslin sah er als eine „extrem verformte Variante“ des Mädchens. Sie habe „nicht bloß gezündelt, sondern darüber hinaus zu Gewalt gegriffen, und […] dabei die eigene Menschlichkeit entstellt“. Mit dem Text Leonardo da Vincis nach der Szene mit der Sternschnuppe und der Erinnerung des Mädchens an seine Großmutter wollte er der „winterlich-tragischen Idylle und jenen Schwefelhölzchen eine weitläufigere Perspektive […] verschaffen“. Die verborgenen Aspekte betreffen somit die „unschuldig sich helfende Kreatur, die schuldhaft handelnde Rebellin, aber auch de[n] erkenntnisbesessene[n], im Gefühl seiner Unwissenheit in die Höhle starrende[n] Geist des Menschen.“ Lachenmann erweiterte die Handlung „ins Politische und Philosophische“.

### Musik
Lachenmanns „Musik mit Bildern“ ist nur eingeschränkt mit einer Oper zu vergleichen. Eine szenische Darstellung der Märchenhandlung ist nicht vorgeschrieben. Die beiden musikalisch miteinander verbundenen Soprane repräsentieren zwar recht deutlich das frierende Mädchen selbst, müssen aber nicht zwingend als Darsteller auf der Bühne stehen. Eine solche Entscheidung bleibt der Regie überlassen. Rudolf Maschka zufolge lässt sich das Werk „am ehesten als szenisch visualisierte, säkulare Passion bezeichnen“. Die Textvorlage steht ähnlich wie bei den biblischen Passionen im Präteritum und enthält Rückblenden. Wie bei der barocken Passion ergänzen kommentarische Einschübe den Haupttext. Auch die zweiteilige Großform sowie einige religiös konnotierte Abschnittsüberschriften erinnern an Passionsmusiken. Die Handlung wird dadurch jedoch nicht verklärt, sondern mit bitterer Ironie hinterlegt.
Die Vokalstimmen setzt Lachenmann wie Instrumente ein. Der Text ist auf zwei Soprane und vier Chorquartette verteilt und bis auf Silben- und Buchstabenebene auseinandergerissen, sodass er für den Hörer größtenteils unverständlich bleibt. Martin Kaltenecker beschrieb dies folgendermaßen: „auseinandergezogene Silben, sich überlagernde, ineinander verhakte Sätze, so als wäre der Text selber etwas verrutscht und der Rand der Wörter verwischt worden“. Die Vokaltechniken sind extrem erweitert und reichen bis zum Schnalzen und differenzierten Atemgeräuschen. Dadurch entsteht eine „musikalische Semantik des Frierens“.
Durch die im Saal verteilten Instrumentalisten ergibt sich ein Raumklang, der durch den ständigen schnellen Wechsel zwischen den Instrumental- und Vokalgruppen den Eindruck erweckt, als würde sich die Musik räumlich fortbewegen. Lachenmann nutzt zwar neben Tonbandzuspielungen und Zusatzinstrumenten das übliche Orchester, setzt die traditionellen Instrumente aber auf ungewöhnliche Weise ein. Die Klangpalette ist extrem erweitert. Durch tonlos geblasene Instrumente entsteht klangmalerisch ein „schlotternde Glieder verursachende[r] Luftstrom“. Klavier und die japanische Mundorgel lassen an die fallenden Schneeflocken erinnern. Das Schaben am Bogenholz der Streicher erzeugt ein hörbares Zähneklappern. Eine besondere Bedeutung hat das dreimalige „Ritsch“, das das Orchester in den Worten Lachenmanns „zu einer gigantischen Metapher eines Streichholzes“ macht.

### Orchester
Die Orchesterbesetzung enthält die folgenden Instrumente:
- Holzbläser: vier Flöten (alle auch Piccolo, 1. und 2. auch Bassflöte, 2. und 3. auch Altflöte), vier Oboen (1. oder 2. auch Englischhorn), vier Klarinetten (1., 2. und 3. auch Bassklarinette, 2. und 4. auch Kontrabassklarinette) vier Fagotte (2., 3., 4. auch Kontrafagott), japanische Mundorgel (Shō); je zwei handtellergroße Styroporplatten für Holzbläser außer Shō-Bläser
- Blechbläser: acht Hörner, vier (eventuell auch sechs) Trompeten, vier Posaunen (2. eventuell auch Kontrabassposaune), zwei Basstubas (eventuell auch Kontrabasstuba); je zwei handtellergroße Styroporplatten für alle Blechbläser außer Tubisten
- zwei mal vier Pauken, Zusatzinstrumente: je zwei Bongos, jeweils über einem Paukenfell befestigt, je drei japanische Tempelgongs („Rin“), kleine und mittlere Größe, die gegebenenfalls alle zusammen auf ein Paukenfell gestellt werden müssen
- zwei Xylorimbaphone, Zusatzinstrumente: ein Oktavsatz Cymbales antiques, je ein chinesisches Becken, je zwei Plattenglocken, je zwei Reibestöcke, Styroporplatten
- zwei Vibraphone, Zusatzinstrumente: je drei Becken, je zwei Plattenglocken, je ein japanischer Tempelgong („Rin“, etwas größer als die der Vokalisten, mit Kissen und Schwengel zum Anreiben), Styroporplatten.
- Schlagzeug (fünf Spieler): je vier Holzblöcke, je fünf Tempelblöcke, je zwei Holzschlitztrommeln, je drei Becken (zum Teil auch als Sizzle verwendet, 1. Spieler hat vier Becken), je ein Tamtam, je zwei Bongos, je eine kleine Trommel, je zwei Tomtoms, je ein Reibestock, je eine Triangel, Panflöten, eine große Trommel (1., 2. und 3. Spieler), zwei Metallblocks (1., 2. und 3. Spieler), Röhrenglocken (1. und 5. Spieler), ein Oktavsatz Cymbales antiques (4. Spieler), je zwei Plattenglocken (3. und 5. Spieler)
- elektronische Orgel oder Synthesizer mit Sampler
- Celesta, Zusatzinstrumente: Panflöte, Styroporplatten
- zwei Konzertflügel mit Sostenuto-Pedal (auch zwei Flügeldeckelstemmer, um die Flügeldeckel zu heben und zu senken), Zusatzinstrumente: je einen (harten Plastik-)Hammer für hallende Schläge gegen die Verstrebungen, je ein Metallstab für Glissando-Aktionen über die Stimmstifte, je zwei Plastiktöpfchen („Kiddycraft“) für Glissando-Aktionen entlang der Tastenfläche („Guiro“), je ein Plektrum oder Plastikplättchen für Reib-Aktionen entlang den tiefen Saiten, je zwei Styroporplatten
- zwei E-Gitarren (auch eine akustische Gitarre), Zusatzinstrumente: ein Gleitstahl, Panflöten, Styroporplatten
- zwei Harfen, zusätzlich ziemlich festes Papier für Wischaktionen an den tiefen Saiten und Styroporplatten
- Anlage für sechs Tonträger (Zuspielbänder, sechs Spieler)
- Streicher:
  - Streichoktett: vier Violinen, zwei Bratschen, zwei Violoncelli, jeweils in Skordatur
  - Tutti: zehn Violinen 1, zehn Violinen 2, acht Bratschen, sechs Violoncelli, vier Kontrabässe, teilweise im Saal
- Bühnenmusik: großer japanischer Tempelgong („Dobachi“) mit Kissen und Schwengel zum Anreiben am Rand, ein Holzstab (für Schlagfolge auf Holzkante, 20 bis 25 cm lang)

Die Mehrzahl der Instrumentalisten sitzt im Orchestergraben, Teile des Orchesters und zwei der vier Choristenensembles befinden sich rechts und links hinten im Zuschauerraum.

## Werkgeschichte
Bereits 1975 erwähnte Helmut Lachenmann das Märchen Das kleine Mädchen mit den Schwefelhölzern in seinem Donaueschinger Selbstporträt und informierte seinen damaligen Verleger über seinen Plan, es als Grundlage eines Bühnenwerks zu machen. Es werde aber „alles andere als rührend sein.“ Er nutzte es zunächst als Textgrundlage für das Präludium, das Interludium und das Postludium seiner 1978 uraufgeführten Kantate Les consolations. Nach ersten Gesprächen ab 1985 erhielt er 1988 von Peter Ruzicka, dem neuen Intendanten der Hamburgischen Staatsoper, einen offiziellen Kompositionsauftrag für das Werk. Als Termin für die Uraufführung war der 9. Februar 1992 vorgesehen. Inszenieren sollte Axel Manthey. Lachenmann widmete die Partitur Peter Ruzicka. Die Komposition zog sich über mehrere Jahre hin. 1992 wurden die gesamten Skizzen in Genua aus seinem Auto entwendet. Lachenmann empfand dies sowohl als „Verhöhnung“ als auch als „Erlösung“. Nachdem das Material durchnässt in einem Park wiedergefunden wurde, sah er sich jedoch gezwungen, die Partitur fertigzustellen. Besonders die Komposition für die Stimme, „dem schwierigsten aller Instrumente“, fand er zunächst problematisch. Daher hatte er initial an ein Musiktheater völlig ohne Stimmen gedacht.
Den zugrundeliegenden Text stellte Lachenmann selbst zusammen. Es handelt sich im Wesentlichen um Hans Christian Andersens Märchen in der deutschen Übersetzung von Eva-Maria Blühm. Für das 15. Bild nutzte er einen Brief von Gudrun Ensslin (die er aus seiner Kindheit persönlich kannte) von 1975 aus ihrer Stammheimer Gefängniszelle. Das 18. Bild basiert auf Ausschnitten aus Leonardo da Vincis Codex Arundel in der deutschen Übersetzung von Kurt Gerstenberg. Als sich die Arbeit an seiner „Musik in Bildern“ länger hinzog, veröffentlichte Lachenmann 1991/92 diesen Abschnitt als separate Komposition unter dem Titel „… Zwei Gefühle …“ Musik mit Leonardo, die er später unverändert in sein Bühnenwerk übernahm. Außerdem integrierte er Fragmente aus Ernst Tollers Masse Mensch und Friedrich Nietzsches Also sprach Zarathustra. Zum Zusammenhang zwischen dem Mädchen und der Terroristin Gudrun Ensslin erläuterte Lachenmann im Uraufführungs-Programmheft, dass es ihm um jene Generation gehe, „die sich mit gesellschaftlicher Kälte nicht abfindet und in der Verzweiflung handelt, die Unrecht ausspricht und sich ins Unrecht setzt“.
Die Uraufführung fand nach mehrfacher Verschiebung am 26. Januar 1997 unter der musikalischen Leitung von Lothar Zagrosek in der Hamburgischen Staatsoper statt. Aufgrund von Mantheys Erkrankung übernahm Achim Freyer die Inszenierung. Er gestaltete auch das Bühnenbild, das aus einer vom Proszenium über den Orchestergraben nach hinten aufsteigenden schrägen Ebene bestand. Die in graue Anzüge gekleideten Bühnenmusiker saßen darin mit schneebedeckten Hüten in Löchern wie in einem Schneefeld. Die Produktion war ein gewaltiger Erfolg beim Publikum und einem Großteil der Kritiker. Negativ äußerte sich allerdings z. B. Klaus Umbach im Spiegel. Sämtliche Folgeaufführungen waren ausverkauft. Sie wurde in der Kritikerumfrage der Zeitschrift Opernwelt mit großer Mehrheit sowohl zur „Uraufführung des Jahres“ als auch zur wichtigsten „Aufführung des Jahres“ gewählt. Neben 39 Nominierungen in diesen Rubriken gab es neun Stimmen für den Dirigenten Zagrosek und sieben für den Regisseur Freyer.
Bei einer späteren Überarbeitung von Das Mädchen mit den Schwefelhölzern strich Lachenmann die als Nr. 18 eingefügte Komposition „… Zwei Gefühle …“ wieder, da er sie zunehmend als „Fremdkörper“ empfand. Er ersetzte sie durch eine Neuvertonung desselben Textes von Leonardo da Vinci, bei der die Worte über fünf Klang-Fermaten von einem einzelnen Sprecher in einer an Ernst Jandl gemahnenden Vortragsweise in phonetische Bruchstücke zerhackt rezitiert wird. Diese Neufassung des Werkes, deren Aufführungsdauer gegenüber der Uraufführungsfassung dadurch um rund 10 Minuten kürzer ist, ist nach dem Ort ihrer ersten Aufführung (2000) unter dem Namen „Tokyo-Fassung“ bekannt. Die Rolle des Sprechers wurde seither in mehreren Produktionen vom Komponisten selbst übernommen, so in der 2002 entstandenen Einspielung unter Sylvain Cambreling oder in der Frankfurter Inszenierung von 2015.
Trotz der ungewohnten spröden Klangwelt, die das Werk nicht für das Repertoire tauglich scheinen lässt, gab es bereits etliche Neuproduktionen:
- 2000: Suntory Hall Tokio (konzertant, mit Videosequenzen, Erstaufführung der Neuvertonung von Nr. 18). Tokio Symphony Orchestra, Dirigent: Kazuyoshi Akiyama.[4][8]
- 2001: Stuttgarter Staatsoper, Koproduktion mit dem Pariser Festival d’Automne (dort im Palais Garnier gezeigt). Regie: Peter Mussbach, Dirigent: Lothar Zagrosek, Sopran: Elizabeth Keusch und Sarah Leonard.[4] Mit einer „szenischen Verdoppelung von Lachenmanns musikalischen Chiffren“.[2]
- 2002: Salzburger Festspiele, Koproduktion mit den Berliner Festwochen und der Alten Oper Frankfurt. Dirigent: Sylvain Cambreling. Die Inszenierung bestand aus „assoziativen Videosequenzen“.[2]
- 2003: Neue Oper Wien/Wiener Festwochen im Gasometer Wien-Simmering. Inszenierung: Alfred Kirchner, Ausstattung: Karl Kneidl, Lichtregie: Norbert Chmel, Dirigent: Walter Kobéra, Sopran: Elizabeth Keusch und Sarah Leonard, Sprecher: Walter Raffeiner.[14] Die Instrumentalisten befanden sich hinter den in Kreisen positionierten Zuhörern und umhüllten diese mit ihren Klängen. Die Person der Gudrun Ensslin erhielt in dieser Inszenierung ein stärkeres Gewicht.[6]
- 2008: Teatro Monumental Madrid, Koproduktion mit Operadhoy, der Sinfónica de RTVE und dem Goethe-Institut (konzertant). Dirigent: Matthias Hermann, Sopran: Elizabeth Keusch und Sarah Leonard, Sprecher: Helmut Lachenmann.[15]
- 2012: Deutsche Oper Berlin. Inszenierung: David Hermann, Ausstattung: Christof Hetzer, Choreografie: Sommer Ulrickson, Video: Martin Eidenberger, Dirigent: Lothar Zagrosek, Sopran: Hulkar Sabirova und Yuko Kakuta.[16]
- 2013: Jahrhunderthalle Bochum im Rahmen der Ruhrtriennale. Inszenierung, Bühne und Licht: Robert Wilson, Kostüme: Eva Dessecker, hr-Sinfonieorchester, Chorwerk Ruhr, Dirigent: Emilio Pomàrico, Schauspieler: Angela Winkler und Robert Wilson, Sopran: Hulkar Sabirova und Yuko Kakuta. Inszenierung als Performance mit dem Mädchen, das auch weitere Figuren wie die Terroristin übernimmt, und einem düsteren Gegenspieler in unterschiedlichen Rollen.[17]
- 2014: Teatro Colón, Buenos Aires. Dirigent Baldur Brönnimann, Sopran: Hulkar Sabirova und Yuko Kakuta, Sprecher: Helmut Lachenmann.[18][19] Der bei der Viennale 2017 vorgestellte Spielfilm La vendedora de fósforos von Alejo Moguillansky handelt u. a. von den Proben zu dieser Produktion.[20]
- 2015: Oper Frankfurt. Inszenierung: Benedikt von Peter, Bühne: Natascha von Steiger, Kostüme: Cinzia Fossati und Natascha von Steiger, Dirigent: Erik Nielsen, Schauspieler: Michael Mendl, Sopran: Christine Graham und Yuko Kakuta, Sprecher: Helmut Lachenmann.[13]
- 2016: Memminger Auditorium Charleston im Rahmen des Spoleto Festivals USA. Inszenierung: Mark Down und Phelim McDermott, Puppen: Fiona Clift, Mark Down und Ruth Paton, Bühne: Matt Saunders, Kostüme: Kate Fry, Dirigent: John Kennedy, Sopran: Heather Buck und Yuko Kakuta, Sprecher: Adam Klein. Nordamerikanische Erstaufführung als „brillantes Puppen-Schattentheater“.[21]
- 2019: Opernhaus Zürich. Choreografie und Inszenierung: Christian Spuck, Bühne: Rufus Didwiszus, Kostüme: Emma Ryott, Licht: Martin Gebhardt, Video: Tieni Burkhalter, Dirigent: Matthias Hermann, Sopran: Alina Adamski und Yuko Kakuta, Sprecher: Helmut Lachenmann. „‚Choreografische Uraufführung‘ ganz nach den Intentionen des Komponisten“.[22]

## Aufnahmen
- 29./30. Januar 1997 – Lothar Zagrosek (Dirigent), Philharmonisches Staatsorchester Hamburg, Chor der Hamburgischen Staatsoper.
 Anna Karger (Mädchen 1), Andrea K. Schlehwein (Mädchen 2).
 Live aus Hamburg.[23]:8048
- 5.–8. Juli 2001 – Lothar Zagrosek (Dirigent), Württembergisches Staatsorchester Stuttgart, Chor der Württembergischen Staatsoper Stuttgart.
 Elizabeth Keusch (Sopran 1), Sarah Leonard (Sopran 2), Salome Kammer (Sprecherin), Yukiko Sugawara und Tomoko Hemmi (Klavier), Mayumi Miyata (Shō).
 Studioaufnahme.
 Kairos S 0012282KAI (2 CDs).[23]:8049[24]
- Juli 2002 – Sylvain Cambreling (Dirigent), Instrumentalensemble, SWR Vokalensemble Stuttgart, Experimentalstudio der Heinrich-Knobel-Stiftung des SWR, Klangregie: André Richard.
 Eiko Morikawa (Sopran 1), Nicole Tibbels (Sopran 2), Helmut Lachenmann (Sprecher), Yukiko Sugawara und Tomoko Hemmi (Klavier), Mayumi Miyata (Shō).
 Studioaufnahme aus dem Konzerthaus Freiburg; Tokio-Fassung von 2000.
 ECM 4761283 (2 CDs); ECM New Series 1858-59; Universal 476 128-3.[23]:8050[25][12]